# Киришский биохимический завод
Киришский биохимический завод — ныне несуществующий биохимический завод в городе Кириши на левом берегу Волхова, бывший одним из первенцев отрасли микробиологической промышленности СССР. Основан 2 января 1972 года в связи с программой ускорения развития микробиологической промышленности в Советском Союзе.
Производил продукцию микробиологического синтеза: кормовые дрожжи (белково-витаминный концентрат, гидролизные дрожжи), гидролизный сахар, спиртовую продукцию (настойка календулы; настойка боярышника; настойка зверобоя; спирт пищевой; спирт этиловый медицинский), фурановые соединения (фурфурол технический), белковые препараты. Основной профиль производства представлял собой получение белково-витаминного концентрата (БВК) на основе высокоочищенных жидких парафинов нефти в количестве 70 тысяч тонн в год (100 тысяч тонн в год по финальному проекту).
Завод стал известен на всю страну после двух аварийных ситуаций: в январе 1987 года, когда на участке гидролизного производства вышли из строя очистные сооружения, в ходе чего в реку Волхов было выброшено большое количество неочищенного шлама, клеток белка и грибка-продуцента; и в ночь на 11-12, 24 апреля 1987 года, когда биохимический завод делал большие выбросы в атмосферу. В результате апрельских выбросов в воздушную среду промышленной зоны и города, в Киришах начались обострения аллергических заболеваний, таких как бронхиальная астма, бронхит, ОРЗ, микозы.
КБХЗ находился в ведомстве следующих структур: Главмикробиопром СССР, Минмедбиопром СССР, НПО «Гидролизпром», ВПО «Союзпромбелок», ВПО «Союзгидролизпром».

## История

#### Строительство и пуск
После всех государственных испытаний технологии производства белково-витаминных концентратов из парафинов нефти, выходит Постановление ЦК КПСС и Совета Министров СССР от 8 августа 1970 г. № 664 «О мерах по ускорению развития микробиологической промышленности», которое послужило толчком к созданию в стране ряда заводов по производству БВК.
На основе данного постановления, 14 сентября 1970 года Исполнительный Комитет Ленинградского областного Совета депутатов трудящихся принял решение о строительстве биохимического завода в Ленинградской области для получения белково-витаминного концентрата (БВК) из парафинов нефти и кормовых дрожжей и фурфурола из древесного сырья. В качестве оптимального места для строительства, специалистами Ленинградского проектного института «Гипробиосинтез» был выбран город Кириши. Это было обусловлено близостью источников сырья и энергии — нефтеперерабатывающего завода и ГРЭС-19 на правом берегу реки Волхов, большого количества лесов лиственных пород. Также существенной причиной выбора места было наличие в городе крупных строительных организаций (строительный трест № 46, «Нефтезаводмонтаж»), успешно справившихся со строительством крупнейшего в стране энергопромышленного нефтехимического комплекса. Технология для Киришского БХЗ была разработана институтами «ВНИИсинтезбелок», г. Москва (БВК) и «ВНИИгидролиз», г. Ленинград (кормовые дрожжи и фурфурол). Главным инженером проекта был Г. М. Сафро. Проектная мощность производства БВК (паприна) составляла 70 тысяч тонн в год, кормовых дрожжей гидролизных (гиприна) — 41 тысячу тонн в год, фурфурола — 9 тысяч тонн в год. Стоимость строительно-монтажных работ по проекту составила 38,4 миллиона рублей.
Инженерная подготовка территории для первой очереди БХЗ началась 2 января 1972 года.
С 1973 года на заводе разработано и внедрено 1612 рацпредложений с экономическим эффектом более 5 млн рублей. Способ размещения сушильных установок вне зданий позволил снизить стоимость строительства на 250 тыс. рублей, осуществление рециркуляции горячего воздуха при сушке БВК позволило сэкономить заводу ещё 35 тысяч рублей. Опыт реконструкции ферментера Б-50 (изменение воздухозабора, обвязки системы охлаждения, использование секций дозревания в качестве секций выращивания) был использован на типовых строящихся заводах.

В 1974 году площадке был присвоен статус «Всесоюзной комсомольской стройки».
С первых дней на «Всесоюзной комсомольской стройке» чувствовался высокий трудовой подъём, люди работали с большим напряжением, стремясь рационально использовать каждую минуту. Комсомольско-молодёжный штаб стройки взял под контроль поставку оборудования, технической документации, выполнение сроков и качество строительства объектов.
1 апреля на стройку поездом прибудет около 400 комсомольских строителей-добровольцев. Поставка типового и уникального оборудования на строительство КБХЗ осуществляется десятками предприятий страны. По причине не всегда своевременных поставок и выдачи документации главным проектным институтом «Гипробиосинтез», в организацию строительства включается комсомольский штаб стройки. В начале марта 1974 года был организован круглый стол Всесоюзной ударной стройки в лице представителей заводов-поставщиков, комсомольских вожаков, полномочных и чрезвычайных послов из Москвы, Ленинграда, Дзержинска, Лиепаи, Чебоксар, Таганрога, Моршанска, Свердловска, Минска, Тамбова, Гомеля.
На открытом комсомольском заседании мы решили досрочно изготовить турбовсасывающие агрегаты для Киришского биохимического и вместо четвёртого квартала поставить их к 22 апреля. Всё, что я здесь сказал, записано в гарантийном письме дирекции завода. Наши слова не разойдутся с делом… — Секретарь комсомольской организации таганрогского завода «Красный гидропресс» Борис Борисов.
В сентябре 1974 года начались пусконаладочные работы на первом ферментере. Одновременно с строительством велась подготовка к пуску будущего производства.
10 октября 1974 года по вантовому мосту через реку Волхов с ГРЭС-19 стали поступать горячая вода, тепло, электроэнергия.
26 октября 1974 года на завод был принят промышленный штамм дрожжей П-7. На опытном лабораторном ферментере были получены первые граммы БВК.
25 ноября 1974 года вступила в строй компрессорная станция.
2 декабря 1974 года были приняты в эксплуатацию трубопроводы МЦК (межцеховые коммуникации).
3 декабря 1974 года был принят мазут для нужд сушильного цеха.
С 9 декабря завод получил первые десятки килограмм БВК. С этого момента начало свою трудовую биографию ещё одно крупное предприятие Киришского энергопромышленного комплекса.

#### Наращивание мощностей
Уже на рубеже нового 1975 года было начато строительство второй очереди завода. Первым объектом гидролизного комплекса был цех лигнина, находившегося напротив административного здания (неясно, какого). Цех переработки лигнина впервые был введён в стране на Киришском биохимическом заводе, вопросы о квалифицированном и целесообразном использовании лигнина будущие рабочие и директор В. А. Быков ставили ещё в период закладки завода. По требованиям заводских специалистов такой цех был запроектирован и введён.
В 1976 году коллектив предприятия первым в отрасли проделал большую работу по улучшению охраны окружающей среды. В кратчайшие сроки были смонтированы системы очистки газовоздушных выбросов на всех стадиях производства БВК. Очистка отработанного воздуха от белка составляет 99 %.
В 1976 году Главное управление микробиологической промышленности приняло решение о введении на Киришском биохимическом заводе гидролизного производства (см. Гидролиз) по выпуску кормовых дрожжей и фурфурола с освоением новой прогрессивной технологии. Комплекс по производству гидролизных кормовых дрожжей представлял собой экспериментальный цех большой мощности, которому не было аналогов ни в мире, ни в стране. Строительство велось в две очереди: первая — непрерывный гидролиз, вторая — периодический гидролиз. Фурфурольное производство было разделено на два цеха: выпарки бражки и получения фурфуролсодержащего конденсата (ФСК); и ректификации из него чистого технического фурфурола.
В 1978 году состоялся пуск первой очереди гидролизно-дрожжевого комплекса по выпуску кормовых дрожжей с использованием метода непрерывного гидролиза. На производство принят штамм кислотоустойчивых дрожжей П-19.
В 1979 году был построен комплекс из двух цехов по производству фурфурола из гидролизата растительного сырья (браги): цех выпарки бражки (получения фурфуролсодержащего конденсата) и цех ректификации фурфурола.
В мае 1980 года завод осуществил ввод мощностей второй очереди гидролизного производства — периодический гидролиз, объём аппаратов которого превышает в несколько раз объём ранее существовавших аппаратов в гидролизной промышленности.
На заводе была внедрена собственная крупная котельная, работавшая на отходах гидролизного производства — лигнине. Пуск первого котлоагрегата заводской котельной произошёл в августе 1980 года. С 1981 г. по 1982 г. осваивалась полуразомкнутая система сжигания лигнина, впервые внедрённая в промышленности на Киришском биохимическом заводе. В 1982 году начат монтаж второго котлоагрегата. Вступает в строй операторная.

#### Золотой период
В 1982 году была подписана комплексная программа по охране окружающей среды и здоровья населения на 1982—1985 гг. Согласно программе было установлено, что пыль БВК является аллергеном II класса, которая может негативно воздействовать на здоровье людей. За пятилетку планировалось выполнить мероприятия по исключению вредного воздействия выбросов и продуктов микробиологического синтеза на людей. К 1987 году почти все мероприятия выполнены не были.
С апреля 1983 года 25 % дрожжей кормовых БВК выпускается с Государственным знаком качества.
На момент 1983—1984 годов более 1 млн м3 промышленных стоков в год очищается и возвращается в производство. Среди рацпредложений, реализованных на практике: применение 60 % возврата отработанной культуральной жидкости в процесс, использование «горячей сепарации», изменение термической обработки дрожжевой суспензии перед выпаркой, решение о подаче биологически очищенной воды на ферментацию (экономически эффект за счёт экономии солей составил 85,7 тыс. рублей), реконструкция кислотной станции и узла приготовления варочной кислоты, установка гидростатических и изотопных указателей уровней жидкости и твёрдых фаз в гидролизаппаратах, реконструкция выгружателя лигнина из гидролизаппарата, изменение схемы «отстрела» и дальнейшей переработки пароконденсатной смеси, давшее эффект в 21,2 тыс. рублей.
В 1983 году заводом проводится крупное улучшение социально-бытовых условий для работников завода, профессиональные социалистические соревнования, уделяется внимание творческим и спортивным достижениям сотрудников предприятия (см. Социальные и профсоюзные достижения).
К 1985 году биохимические заводы СССР достигли выпуска 1 миллион тонн БВК в год, а к 1987 году это число достигло 1,1 миллион тонн. Это позволило сэкономить 6,6 миллионов тонн фуражного зерна в год.

#### Аварии, выбросы и экологическое движение против завода
В 1987 году биохимический завод становится центром внимания общественности как городской, так и всесоюзной. Зимой этого года на очистных сооружениях гидролизного производства произошла авария, в ходе которой в реку Волхов было выброшено большое количество неочищенных сточных вод, которые, по различным предположениям, могли включать: специфичные клетки гриба-продуцента, сернистые соединения и другие вещества.
Позже, в ночь с 11 на 12 апреля, 24 апреля 1987 года, были зафиксированы большие выбросы на биохимическом заводе, в ходе которого в городе начались вспышки аллергических заболеваний, таких как бронхиальная астма, бронхит, ОРЗ, микозы. Это было обусловлено в первую очередь подверженностью населения к аллергическим заболеваниям ввиду загрязнённой тяжёлой нефтехимической промышленностью атмосферы, нездоровым образом жизни (курением, злоупотреблением алкоголя), нарушением условий технологии и технологических процедур. В результате выброса, обеспокоенный гражданин, выпускник 235-го технического училища по специальности электрика, на момент 1987 года почтальон Владимир Васильев принимает решение об организации экологической секции по борьбе с выбросами биохимического завода. Таким образом 17 мая 1987 года была создана 6-я секция ВООП по городу Кириши, в которую в разное время входило порядка 50 человек. Поначалу секция не получала никакой поддержки, кроме общественной, и городскими властями была воспринята пассивно. Заводское руководство и рабочие отреагировали на деятельность секции негативно, и в нарастающей конфронтации интересов пытались отстоять мнение о том, что БВК безвреден, выбросы минимальны, а сами они здоровы. Впоследствии было выявлено, что искусственный белок является аллергеном II степени, наряду с 200 тысячами тонн других веществ, выбрасываемых ежегодно в атмосферу города Кириши другими предприятиями, среди этих веществ — бензол, толуол, бензопирен, сернистые и азотистые соединения, пятиокись ванадия, и др.
Когда в городе были зафиксированы и обнародованы от 12 до 14 детских смертей в период с апреля по май по причинам, которые главный врач Киришской ЦРБ Валерий Есиновский и начальник отдела Главного санэпидуправления Минздава СССР Скляров А. М. и члены комиссии косвенно связали с выбросами БХЗ, общественностью при поддержке 6-й секции ВООП было принято решение об организации митинга.
Врачами Ленинградского педиатрического института было выдано заключение об уровне детской и взрослой заболеваемости киришан, более низком, чем в среднем по стране, и о том, что с 1981 года число первичных заболеваний бронхиальной астмой соответствует уровню 1974 года, то есть времени, когда БХЗ ещё попросту не существовало (пуск на малых мощностях состоялся лишь в декабре 1974 года). При этом, в период 80-х годов, Киришская ГРЭС-19 ежегодно выбрасывала в атмосферу 400 тонн пятиокиси ванадия, который является аллергеном I класса.
Разные сведения подчёркивают, что серьёзные выбросы начались в декабре 1986 года, а проблемы жителей с аллергическими заболеваниями — ещё в 1975 году. В этом же году главным врачом Киришской центральной районной больницы Валерием Петровичем Есиновским было выдвинуто предположение, что обострения аллергии связаны с наращиванием мощностей на Киришском БХЗ.
При организации специальных бригад весной 1987 года, оценивавших состояние заболеваемости в Киришском районе, Валерий Есиновский констатировал, что заболевания аллергией среди детей в 4,5 раза больше распространены, чем в контрольной группе в г. Выборге. Однако причина является комплексной ввиду общей загрязнённости городского пространства иными аллергическими возбудителями, среди которых БВК, белковая пыль и клетки гриба-продуцента — всего 1,5 килограмма по сравнению с 200 тоннами других веществ, выбрасываемых Киришским НПЗ и ГРЭС-19. Конечный вывод иммунологов (14 специалистов) на основании документации и статистики — заболеваемость в Киришах не является превышенной по сравнению с другими городами. Проверены дети в садах и школах в количестве 1400 человек в Киришах и 300 чел. в Выборге. При этом имели место быть противоположные мнения.
17 и 21 мая проходят немногочисленные митинги за полную остановку завода. Постановлением министра Медицинской и микробиологической промышленности В. А. Быкова было объявлено об остановке, намеченной на 2 июня.
На момент 27 мая 1987 года рабочим завода сообщается, что завод планируется к закрытию до 1 июля, после чего будет вновь запущен.
Останавливается гидролизный цех, при этом на заводе идут слухи о перепрофилировании цеха на производство антибиотиков.
31 мая останавливаются ферментеры производства БВК.
В День защиты детей, 1 июня 1987 года, состоялся крупнейший в истории г. Кириши митинг, на который вышло около 12 000 человек. Основные тезисы, высказанные у открытого микрофона являлись по существу жалобами на болезни граждан и их детей и на выбросы БХЗ. Также неоднократно высказывались мнения о необходимости полностью закрыть либо перепрофилировать завод.
2-4 июня 1987 года под натиском общественности и Киришской СЭС, Киришский биохимический завод полностью останавливается для проведения крупной реконструкции, модернизации и перевооружения. Главный врач Киришской санитарно-эпидемиологической станции А. П. Пудяков накладывает пломбу на главный трубопровод закачки парафина в цех ферментации. После закрытия завода, Пудяков и Есиновский выходят на Управление здравоохранения Ленинградского облисполкома с информацией о вредном воздействии БХЗ на жителей города.

#### Реконструкция завода
В течение июня специалистами институтов «Гипробиосинтез», «ВНИИсинтезбелок», «ВНИИбиотехника», «ВНИИгидролиз» и «НИИхиммаш» была разработана документация на создание технологии, обеспечивающей отсутствие в газовоздушных выбросах живого продуцента, специфического белка, повторное использование промышленных стоков в производстве.
15 июня 1987 года состоялся запуск опытной промышленной установки «Крона» ЧССР на гидролизном производстве БХЗ для проверки и отработки ряда идей.
| Классификация работ                    | Проблема | Решение |
| -------------------------------------- | --- | --- |
| Очистка газовоздушных выбросов         | В газовоздушных выбросах из технологического оборудования фиксируются клетки живого продуцента (ферментеры) и специфического белка (сушилки и склад готовой продукции). | Рециркуляция воздушного потока в ферментере. Установка сетчатых туманоуловителей. Осуществление замкнутой схемы работы сушильной установки по теплоносителю и пневмотранспорту. Отвод избыточной влаги в сушильной камере. Монтаж системы бестарного хранения дрожжей в силосах и бестарной отгрузки. |
| Создание замкнутой системы водооборота | Чрезмерный сброс промышленных сточных вод в реку Волхов. | Реализована система раздельной канализации и повторного использования отработанных жидкостных потоков основного и вспомогательного производства. Использование биологической очистки сточных вод. |
| Благоустройство территории             | Неблагоприятный вид территории до и после проведения реконструкции производства.                                                                                        | Уложено 3000 тонн щебня, 1500 тонн асфальта, на покраску зданий, оборудования и трубопроводов израсходовано 5,8 тонн краски. |

Таким образом, после реконструкции летом 1987 года на Киришском БХЗ реализованы технические решения предприятий следующего поколения — малоотходных, экологически чистых производств. Смонтировано около 250 тонн металлоконструкций, 22 километра трубопроводов, смонтировано и заменено более 2000 единиц арматуры, отремонтировано более 100 единиц насосов и тяго-дутьевых машин, произведен ремонт с установкой проточных камер и поворотных стаканов для рециркуляции воздуха ферментеров, отремонтированы и модернизированы две сушильные установки, заканчивается модернизация третьей.
В ходе реконструкции были достигнуты показатели в 1,5 килограмма белка в атмосфере в год, в то время как до реконструкции количество белка в атмосфере составляло 60 килограммов в год, а ещё раньше — 300 килограммов в год.
На август было запланировано перекачать с НПЗ на БХЗ 2900 тонн парафина, в сентябре — 3900 тонн. В ночь с 22 на 23 июня было закачано 640 тонн парафина.
С июня начата активная работа 6-й секции ВООП по работе с населением. В секцию агитируются и набираются специалисты из разных областей: врачи, медики, экологи, биологи, биохимики, юристы, партийные люди а также умеющие организовывать общественную работу. Развешиваются листовки на информационных стендах, на предприятиях и собраниях проводятся лекции о вреде БВК на организм животных и человека. Секция добивается всевозможных путей, как «достучаться» до общественности и государства, при этом легализировать свою деятельность и идти к конечной цели: закрытие не только Киришского биохимического завода, но и всех производств БВК (8 заводов и планируемые стройки), либо полная перепрофилирование/совершенствование производства кормовых дрожжей. За месяц проходит 7 собраний секции.
| Дата проведения  | Итоги |
| ---------------- | --- |
| 13 июня 1987     | Намечен приезд людей из центрального телевидения на съёмки о ситуации с БХЗ. Шестой секцией приняты меры по организации приёма и проведения съёмок, в том числе территория завода и шламоотвала (карьера) под деревней Гатика. |
| 18 июля 1987     | Принято решение о подготовке письма на имя председателя горисполкома Земляного А. М. о дате работы государственной комиссии об участии представителей секции в ознакомлении с проектно-сметной документацией на реконструкции производства БВК на Киришском БХЗ. |
| 7 августа 1987   | Секцией, в частности её секретарём Хакимовой Ольгой, выдвинуто мнение, что проект реконструкции «липовый». Предлагается написать заявление в прокуратуру по этому вопросу. |
| 10 августа 1987  | Упомянуто об отправлении в областную прокуратуру заявления о «срезанных на металлолом» скрубберах (центральные элементы газоотвода ферментера Б-50) без особых разбирательств на предмет демонтажа, при этом завод ещё не был запущен. |
| 21 августа 1987  | Приглашённый работник БХЗ тов. Громов: «Испытания проводят на воде до 12 августа. С 12 августа — на средах. Был пробный пуск, но ничего не получилось, так как в большом ферментёре не подходят трубы, меняли их. Также нет герметизации на сушке. Сварку делали рабочие КСМНУ (от автора: скорее всего имеется ввиду Киришское строительно-монтажное управление, КСМУ), сварка некачественная. Нужно переделывать. По большой схеме ничего не идёт. Администрация призывает сделать всё возможное, чтобы пуск состоялся. Бестарная отгрузка не сделана. Если запустятся сейчас, то отгрузка будет идти по-старому». |
| 10 сентября 1987 | Приглашены представители БХЗ. Юрий Давыдов, главный инженер, заключает: Все технические решения реализованы, проводятся испытания трёх промышленных ферментеров и одной сушилки. Приглашены члены инспекций и СЭС. Сброс вод в Волхов — исключительно хозфекальный. Автоматический метод контроля белка в СССР отсутствует, идут разработки, вместо него — периодический. Пробы берутся каждые 22 часа, точность определения фона на два порядка ниже установленного ПДК. 4-5 сентября был пущен в работу очищенный фермент, пробыв в работе около суток. Два анализа показали более 20 клеток, два других показали отсутствие клеток. Туманоуловители были проверены на одном из ферментеров представителями НИИОгаз и СЭС. При скорости воздушного потока 3 м/сек эффективность 100 %, при скорости выше 3 м/сек проскок белка составляет 5 клеток на м3. Туманоуловители проверялись 5 суток. Разработана система промывки туманоуловителей при уже существующей самоочистке. Скорость воздушного потока контролируется оператором, туманоуловители также могут использоваться в зимнее время. Сама конструкция туманоуловителя рассчитана на ловлю крупных капель влаги, в которых и содержатся биологически активные элементы (белок, клетки продуцента). При сушке до реконструкции значительная часть белковой пыли находилась в 15 тысячах кубометров пара, который выделялся при сушке дрожжевой суспензии с последующим дожигом пара. После установки системы конденсации и рециркуляции воздуха предполагается 100 % исключение выбросов из сушильной установки. Все документы подписаны НИИОгаз. На момент 10 сентября работает 1/5 часть цеха ферментации БВК. Стерилизация оборудования проходит при помощи гипохлорита кальция, который губит живые клетки, после идёт промывка водой, которая отправляется на биологическую очистку в цех 8. Оборудование гидролизного производства было использовано в технологической схеме, нагрузка на выпарке снижена. Также снижена частота хлопков в сушильной камере по сравнению с сушкой биомассы от гидролизного производства. Были заменены клапаны по предписанию Гостехнадзора. |
| 14 сентября 1987 | Анализ митинга 2 сентября. Товарищ Громов предоставляет сведения с БХЗ: «Сушка остановлена. Утечки, нет герметичности. Продукт должен был быть к 14 сентября, но не получилось». Собрание поручило В. Кузьмину решить вопрос о том, куда делись 500 кубометров невысушенной дрожжевой суспензии. А. Якимовичу поручено выяснить, можно ли получить разрешение на съёмку БХЗ во время снятия проб и устранения недоработок. Секцией высказываются сомнения по поводу достоверности данных анализов СЭС. |
| 17 сентября 1987 | День открытого письма в Киришском узле связи. Итог выступления Земляного А. М., заместителя председателя исполнительного комитета г. Кириши: Подписана вторая комплексная программа по охране окружающей среды и здоровья населения, вступившая в силу с 28 мая. Необходимо освоить 21,6 млн рублей, пока освоено 3 млн. 47 тысяч рублей из 3 млн. 660 тысячи рублей на очистку серосодержащих стоков АТП и других предприятий. Ознакомление с выбросами КНОС и ГРЭС. Указано, что на данный момент на БХЗ дорабатываются технологии сушки, гидролизное производство перепрофилировано под производство лизина, 3-я очередь перепрофилируется под производство одноразовых шприцев. Проводятся работы по осуществлению безвыбросного производства БВК. 11 августа Государственная комиссия разрешила испытания на рабочих средах. Итог выступления Занько К. В., директора БХЗ: Разрабатывается принципиально новая технологическая схема, первая подобного рода в СССР. Над реконструкцией работали все киришские организации. За 1,5 месяца освоено 1,5 миллиона рублей. Со 2 августа завод приступил к пусконаладочным работам, анализы обнадёживают. 460 сотрудников из 2700 стоят на очередь на жильё. Планируется строить пионерский лагерь и профилакторий. Итог выступления Гладкова В. Л., замглавврача Киришской ЦРБ: Открыто аллергологическое отделение, продолжается комплектование кадров: аллерголог, дерматолог, пульмонолог (для взрослого населения), детский аллерголог. Готовится ларинголог для взрослых и детей, а также иммунолог. Идёт работа по уточнению диагнозов, так как ранее они часто ставились неправильно. 73 человека переведены из группы хронического астматического бронхита в группу астмы. Итог выступления главного врача СЭС Пудякова А. П.: Санитарное состояние на БХЗ в целом удовлетворительное. Были построены санитарно-бытовые сооружения по типу санпропускников, выдана новая спецодежда. По состоянию фона не обнаружено ни белка, ни микроорганизмов. Результаты анализов обнадёживают. Построен склад удобрений, а свалка лигнина будет утилизирована в качестве удобрений. Анализы в ручье возле БХЗ неудовлетворительные. На данный момент анализы берутся работниками БХЗ каждые два часа, СЭС 2 раза в сутки, проверка идёт при поддержке ВНИИсинтезбелок. Вопрос о 500 кубометрах невысушенной суспензии, ответ Юрия Давыдова, главного инженера БХЗ: суспензия превращена в концентрат и вернулась в ферментер. |
| 18 сентября 1987 | Товарищи Буслов и Кудрявская делятся впечатлениями о посещении БХЗ и цеха № 1. Буслов предлагает снять на плёнку «гнилые мешки с БВК на территории». |
|                  | |

Во второй половине 1987 года при поддержке 6-й секции ВООП начинают выходить газетные статьи о ситуации с биохимическим заводом. Именно газета, помимо собраний членов 6-й секции и митингов, становится главным общественным плацдармом для горячих дискуссий и обсуждений. По инерции инициативы 6-й секции, другие (кроме Киришского факела) газеты и журналы начинают публиковать статьи по теме.
Период с весны 1987 года по 1991 можно охарактеризовать как период усиленной борьбы БХЗ за своё существование, более того, в эти годы Минмедбиопром и подчинённые ему проектно-конструкторские организации и научно-исследовательские институты, несмотря на всеобщий кризис как в стране, так и в отрасли, сконцентрировали наибольшую интенсивность работ по совершенствованию и модернизации технологии как в целом, так и отдельных заводов, среди которых «в зоне риска» в первую очередь был Киришский БХЗ.
В 1988 году выходит постановление Совета Министров СССР «Об увеличении Минмедбиопромом СССР объёмов производства и поставки комбикормовым предприятиям кормовых дрожжей в гранулированном виде и о производстве и использовании микробиологического кормового белка из парафинов на биохимическом заводе в г. Кириши».

#### Закрытие производства кормовых дрожжей
6 июля 1989 года сессия Киришского городского Совета народных депутатов приняла решение: прекратить с 1 августа 1989 года производство БВК (белково-витаминного концентрата) на Киришском биохимическом заводе.
В 1989 году лично министром Минмедбиопрома В. А. Быковым были сняты с должностей директор Занько Константин Васильевич и главный инженер КБХЗ Давыдов Юрий Фролович.
1 августа 1991 года завод, как и другие предприятия Минмедбиопрома, будет передан из ликвидированного Минмедпрома СССР компании «Инпробит».
Несмотря на официальное решение о закрытии производства БВК, кормовой белок на основе н-парафинов выпускался до лета 1993 года включительно. Все цеха, относящиеся к производству кормовых дрожжей были остановлены и законсервированы, почти незамедлительно была начата ликвидация уникального оборудования и его реализация в виде металлолома. В 90-х последними работающими цехами были: котельный цех, цех этилового спирта (в рамках завода «Тигода»), различные мелкие вспомогательные отделения. Сушильные установки были полностью уничтожены и срезаны на чермет в середине-конце 90-х годов.
В 1992 году был открыт так называемый «цех здоровья», внутризаводская медицинская служба. С осени 1992 года на Киришском БХЗ согласно новой программе развития начато производство водки марки «Тигода». В 1997 году арбитражным управляющим ГУП «КБХЗ» был назначен бывший главный инженер завода Давыдов Юрий Фролович. В 2005 году спиртоводочное производство будет передано ООО «Фортуна», а сам ГУП «КБХЗ» займётся оказанием услуг и технической поддержкой малых и средних предприятий промышленной зоны бывшего БХЗ. В 2006 году ГУП «КБХЗ» юридически прекращает существование, а на основе ликёроводочного и дрожжевого цехов будет основан завод «Тигода», продолжавший выпускать ликёроводочную продукцию с 2006 по 2010 год. Таким образом полностью завершается трудовая история Киришского биохимического завода.
Гидролизное производство оказывается полностью закрытым и законсервированным в начале 90-х, здания не находят собственника и будут вынуждены простаивать в заброшенном состоянии до 2016—2019 годов, когда все неиспользуемые цеха будут снесены.
В августе 2001 года на месте заброшенного цеха ферментации БВК начинает свою работу Киришский стекольный завод, вошедший в состав группы «Русджам» в 2008 году.
На основе лесопильного цеха в 2003 году открывается шпалопропиточный завод (ООО «Первый деревопропиточный завод» (ПДЗ)).
С середины нулевых годов бывший биохимический завод становится известным в узких кругах индустриальных туристов заброшенным объектом, из-за чего всё чаще происходят набеги вандалов и охотников за металлоломом.
В 2013 году на территории проводятся проектно-изыскательные работы для организации на бывшей площадке КБХЗ Индустриального парка «Левобережного».
В 2016 году полностью снесён гидролизный цех и его коммуникации. В 2017—2019 годах снесены цеха фурфурола и котельная со всеми прилегающими коммуникациями и системами, при этом 120 метровая дымовая труба котельной не затронута. Также в промежутке с 2018 по 2020 года были снесены опытно-промышленный цех, машинный зал сушильного цеха, недостроенный комплекс тетрагидрофурана, цех ТГФ.
На момент 2021 года из старых объектов БХЗ не снесены: цех № 2 упаковки, силосный склад дрожжей цеха № 2, автотранспортный цех, железнодорожный цех № 19 и ремонтно-механический цех № 12, цех № 5 питательных солей, инженерный корпус, градирни водооборотного блока № 1, дымовая труба котельной, резервное мазутное хозяйство котельной, лестничный блок цеха тетрагидрофурана и некоторые другие.

## Социальные и профсоюзные достижения
В 1983 году было развёрнуто широкое социалистическое соревнование под девизом «От высокого качества работы каждого к высокой эффективности труда коллектива», в котором участвовали 94,4 % рабочих, в движении «за коммунистический труд» — 54,4 %. По итогам 1983 года звание «Ударник коммунистического труда» было присвоено 666 работникам, 4 коллектива добились звания «Коллектив коммунистического труда», 7 коллективов — звание «Коллектив высокой культуры».
К 1984 году на заводе успешно внедрены бригадные формы труда, создано 98 бригад общей численностью 1283 человек, из них 22 бригады работают в один наряд. Три бригады трудятся с применением коэффициента трудового участия. Коллектив завода неоднократно завоёвывал призовые места и переходящее Красное Знамя Главмикробиопрома и ЦК профсоюза рабочих химической и нефтехимической промышленности.
Кроме того, администрацией и партийной и профсоюзной организацией было уделено особе внимание улучшению социально-бытовых условий работников завода. Так, за период 1974—1984 годов было сдано 1087 квартир общей площадью 31,904 тысячи квадратных метров, введены в эксплуатацию 3 детских сада (№ 22, № 24 и № 28) на 880 мест, каждый с плавательным бассейном, общежитие на 408 мест (дом по ул. Декабристов Бестужевых, 8, серия 164-80-3). Увеличено число мест в заводской столовой со 110 до 310. Завод имел собственную базу отдыха. В среднем ежегодно 530 человек (на начало 80-х годов) участвуют в туристических поездках по маршрутам выходного дня в Прибалтику, Белоруссию, Украину, 145 человек отдыхает в санаториях, пансионатах и домах отдыха. Ежегодно заводской комитет профсоюза организует смотры художественной самодеятельности, народного творчества, в которых активно участвуют работники завода. Совет физкультуры осуществляет работу по вовлечению коллектива в массовый спорт, команды завода участвуют в городских и районных спортивных соревнованиях, неоднократно завоёвывая призовые места. За 1983—1984 гг. подготовлено значкистов ГТО — 251 человек, 262 спортсмена-разрядника, один кандидат в мастера спорта СССР. По итогам спартакиады, обкома профсоюза химической и нефтехимической промышленности, включающей 12 видов спорта, спортсмены БХЗ заняли в 1983 году общекомандное II место среди 14 коллективов.

## Структура производства и площадка Киришского БХЗ

### Производство БВК
Основное производство Киришского биохимического завода составляет порядка пяти крупных производственных цехов. Комплекс цехов представляет собой типичную площадку химического производства со специально отведёнными под производственные здания и установки бетонные площадки, на которых возведены многоэтажные и одноэтажные цеха павильонного типа в стиле типовой промышленной архитектуры 1970-х годов. Цеха расположены на достаточно удалённом расстоянии друг от друга (от 80 до 150 метров) и связаны между собой МЦК — межцеховыми коммуникациями (трубопроводами). Преобладающие конструктивные решения в архитектуре: доминирование бетонных и железобетонных панельных материалов, ленточное остекление крупных цехов, расположение особо сложного и крупного (ферментеры, сушильные установки) оборудования на открытом воздухе. Межцеховые территории засажены лиственными породами деревьев и кустарников и газоном. К цеху упаковки и силосному складу подведена железнодорожная ветка. Площадка расположена в юго-восточной части заводской территории и составляет около 270 500 квадратных метров. Структурно производство состоит из:
- Цех № 1. Ферментации
- Цех № 2. Упаковки и отгрузки; Силосное хозяйство
- Цех № 3. Сгущения
- Цех № 4. Сушки
- Цех № 5. Питательных солей

Среди которых территориально в производство включены следующие вспомогательные цеха и системы:
- Водооборотный блок № 1 с циркуляционной насосной станцией
- Водооборотный блок № 2 с циркуляционной насосной станцией
- Административно-лабораторный корпус

Все здания построены и пущены в 1974 году (кроме ВОБ-2).

#### Цех № 5. Питательных солей
Цех приготовления питательных солей является первым в цепочке производства БВК, официальный номер «5». Состоит из двух отделений: приёма сырья и приготовления (хранения) химикатов. Отделение приёмки сырья оснащено железнодорожным полотном, рядом железобетонных площадок для хранения сыпучего сырья (солей, химикатов), мостовым краном с грейферным ковшом. Отделение приготовления оснащено рядом резервуаров. Здесь шло приготовление питательных сред для процесса ферментации — солей, аммиачной воды, микроэлементов. При цехе есть четырёхэтажный административно-лабораторный корпус, находящийся на значительном расстоянии (в усреднённых проектах «Гипробиосинтеза» АБК и цех либо соединены галереей, либо полностью прилегают), а также небольшой двухсилосный элеватор у юго-западной торцевой стенки. По МЦК приготовленные питательные соли перекачиваются в цех ферментации № 1.

#### Цех № 1. Ферментации
Главный цех по производству белково-витаминного концентрата, официальный номер «1». Является спаренным блоком цехов ферментации, сепарации и выпарки. Юго-восточная часть здания представляет собой цех сепарации и выпарки, исполненный в две секции разной высоты с установленными на них вращающимися дефлекторами, на крыше выпарного отделения установлен зенитный фонарь. Северо-западная часть цеха представляет собой двухэтажный технологический коридор длиной 210 метров и шириной 20 метров, посередине которого вписан квадратный машинный зал площадью 2 700 квадратных метров. Машинный зал оборудован 10 ферментерами Б-50 (впоследствии АДР-900-76), по северной линии слева 3+1, справа 3, по южной линии 3. Каждая линия ферментеров оборудована башенным краном КБ-674 в монтажно-строительных целях.
В лаборатории в специальных дрожжерастильных аппаратах происходит выращивание дрожжевой культуральной суспензии (в простонародье «культурашка»), которая из лабораторного ферментера объёмом 40 литров наращивается до объёмов, пригодных для промышленной ферментации на ферментерах Б-50/АДР-900-76, а именно 800 кубометров, при проведении этого процесса культуральная суспензия обязана находиться в идеальных или пригодных для выращивания условиях, этим обусловлена максимизация герметичности, стерильности и автоматизации оборудования, технологических процессов.
Достигнув достаточного объёма, культуральная суспензия направляется в ферментеры модели Б-50 (после реконструкции 1987 года — АДР-900-76) объёмом 800 кубометров (900 на АДР-900-76), управляемые из машинного зала, где находится центральный пульт управления. Суспензия распределяется по мере надобности по десяти ферментерам, начинается процесс ферментации белковой биомассы. Аппарат Б-50 (АДР-900) представляет собой тор диаметром 17 метров и внутренним диаметром 6 метров, выполненный из нержавеющей стали и разделённый на 12 секций, через каждую из которых суспензия проходит, попутно перемешиваясь с н-парафинами, минеральными солями, азотом, кислородом воздуха и окисляя парафины. В ходе процесса ферментации (окисления парафинов) выделяется ценная биомасса дрожжей. Перемешивание осуществляется аэрационной турбиной, которая служит как вращающейся мешалкой, так и герметичным воздуховсасывателем. Электродвигатели и пеногасители установлены на крышке аппарата, где также находится центральный скруббер Вентури — устройство для очистки газов от примесей, в том числе от клеток белка. Пройдя процесс ферментации, дрожжевая белковая биомасса направляется на флотацию (пеногашение) и/или сепарацию (отгонку жидкости от биомассы), где оба процесса выполняют практически идентичные функции и поступает далее по технологической схеме.

#### Цех № 3. Сгущения
Является прямым продолжением цеха ферментации (биосинтеза) № 1, впервые в проектах Гипробиосинтеза цех ферментации и сгущения представлен спаренным. Состоит из двух отделений. Отделение сепарации представляет собой трёхэтажный корпус, в котором стояли сепараторы ДСГ-35, дрожжевые сборники и насосы. Здесь дрожжевой концентрат сгущался и отделялся от отработанной бражки и остаточной воды после ферментации.
Выпарное отделение представляет собой продолжение отделения сепарации. Здесь были установлены вакуум-выпарные аппараты для последующего сгущения, дегидратации и подготовки дрожжевого концентрата для сушки.
Площадь цеха вместе с цехом ферментации и компрессорной станцией по проекту составляет 15 500 квадратных метров. К цеху приурочен четырёхэтажный административный корпус.

#### Цех № 4. Сушки
Цех сушки дрожжевой биомассы, официальный номер «4». Цех состоит из двух частей — машинный зал и открытая площадка сушильных установок. Здание машинного зала представляет собой одноэтажный цех, разделённый на две секции, одна из которых немного смещена. Машинный зал выполнен из железобетонных панелей, окна размещены отдельно друг от друга, на крыше присутствуют дефлекторы Вольперта. Функция машинного зала состоит в обслуживании сушильных установок, размещении административного блока с пультом управления (операторской) и БУПС — блока управления питанием сушки. Роль БУПС состоит в контроле потока дрожжевой суспензии на распылительный механизм.
Площадка сушильных установок представляет собой забетонированную площадку с четырьмя распылительными вакуум-центробежными сушильными установками типовой модели СРЦ-3200 (примечательно — с открытым конусовидным днищем и без шатрового «колпака», вместо него обычный шатёр). На сушилках установлены спаренные системы вентилирования и газоотвода разработки НИИОгаза. На площадке посредине установлена металлическая дымовая труба топочного отделения цеховой котельной, обрамлённая в решётчатый каркас.
Предварительно отсепарированные и упаренные дрожжи перекачиваются на сушильные установки, где они проходят процесс центробежного распыления при температуре 300°С. Высушенные порошкообразные дрожжи влажностью 8-10 % ссыпаются через коническое днище и подхватываются пневмотранспортом. На сушильной установке типа СРЦ предусмотрена развитая система вентилирования и газоочистки, так, внутри корпуса сушилки предусмотрена газоотводящая труба, ведущая на спаренные батареи циклонов НИИОгаза, которые постоянно рециркулируют газовоздушный поток, таким образом весь порошок дрожжевого концентрата оказывается в специальном бункере, откуда готовый продукт поступает на линию упаковочной машины.
После реконструкции 1987 года были выявлены существенные недостатки системы рециркуляции воздуха. Источником выбросов БВК до реконструкции был контур теплоносителя (горячего воздуха), который удалось замкнуть по следующей схеме. Топка котельной нагревает воздухоподогреватель, который в свою очередь прогоняет горячий воздух в сушильную установку. После сушки, теплоноситель поступает на узел дополнительной очистки и осушки теплоносителя, после чего возвращается в воздухоподогреватель. Выбросы БВК из циклонов были устранены созданием замкнутого контура пневмотранспорта и вакуумной загрузки БВК из бункера в мешки. Таким образом, с ноября 1987 года был впервые достигнут практический результат отсутствия БВК в атмосфере, хотя практически белок всё же проскакивал в микроскопических дозах.
После закрытия производства БВК в 1993 году, сушильные установки были уничтожены и распилены, как и подводящие МЦК (межцеховые коммуникации) и оборудование машинного зала.
Общая площадь территории цеха по проекту составляет около 48 700 квадратных метров.

#### Цех № 2. Упаковки и отгрузки
Цех упаковки и отгрузки БВК на Киришском биохимическом заводе построен в 1974 году и представляет собой многосекционный производственный корпус, разделённый на одноэтажную/малоэтажную и многоэтажную части. Одноэтажная часть представляет собой разделённый на секции цех с ленточным остеклением и преобладанием железобетонных плит, в северную часть которого вписана трёхэтажная часть. Многоэтажная часть цеха (силосное отделение) являет собой пятиэтажный панельный производственный корпус, по обоим бокам которого пристроены шестиэтажная и семиэтажная кирпичные вставки для размещения лестничных блоков. Был предназначен для размещения очистного и подъёмного оборудования. При цехах упаковки и силосного хозяйства сооружена железнодорожная эстакада для выгрузки БВК в вагоны-хопперы.
В 1987—1988 годах, после острой экологической и политической ситуации, сложившейся вокруг завода и БВК в целом, заводом и всевозможными инстанциями были предприняты работы по введению в строй узла грануляции в цех № 2, что позволило во много раз снизить газовоздушные выбросы и загрязнение белковой пылью территорий, прилегающих к сушильному и упаковочному цехам. Благодаря введению процесса грануляции в технологическую схему удалось вывести экологичность завода на качественно новый уровень, а также сделать продукт более безопасным для работников цеха № 2 а также для животных, потребляющих продукт.
После закрытия производства БВК, цех был остановлен и законсервирован. На момент 2021 года здание стоит, при этом всевозможное оборудование вывезено.
Площадь цеха составляет 3 500 квадратных метров.

#### Цех № 2. Силосное отделение
Порошковый или гранулированный БВК после сушки направляется в автоматизированный силосный склад (элеватор), выполненный из силосных корпусов СКС-3-60 и построенный в 1974 году сразу вместе с цехом упаковки. Высота здания вместе с надсилосным этажом — 5 производственных этажей (равен центральной секции многоэтажной части цеха упаковки). Элеватор оснащён автоматическими системами загрузки и выгрузки порошка/гранул БВК. На надсилосном и подсилосном этажах предусмотрена самоочистка воздуха. Реконструкция 1987 года также затронула и элеватор.
Вместе с цехом упаковки прекратил работу в 1993 году и был законсервирован. На момент 2021 года элеватор стоит, всё оборудование вывезено, при этом ещё с середины 2000-х годов на северном углу силосного отсека наблюдаются серьёзные повреждения (часть стенок корпуса СКС-3-60 отделилась и повисла в воздухе, крепясь одной стороной к соседним ячейкам).
Площадь здания элеватора составляет 360 квадратных метров.

### Гидролизное производство
Гидролизное производство на Киришском биохимическом заводе вводилось в период 1978—1982 гг. в качестве экспериментального комплекса по производству гидролизных кормовых дрожжей, фурфурола и фурановых соединений, этилового спирта и его производных, а также производных переработки углекислоты в качестве дополнительного производства. Проектная мощность производства кормовых дрожжей гидролизных (гиприна) составляет 41 тысячу тонн в год, проектная мощность производства фурфурола — 9 тысяч тонн в год.
Промышленная площадка является типичной для химической промышленности второй половины XX века, это характеризуется отведением отдельной площадки для каждого цеха, внушительным расстоянием между цехами (от 40 до 180 метров), обильным озеленением межцеховых и прицеховых территорий лиственными породами деревьев и кустарника, газоном, прямоугольным «секционным» размещением производственных площадок по отношению друг к другу. Производство характерно изобилием МЦК (межцеховых коммуникаций), в том числе конвейерных галерей; открытых цеховых установок; цистерн и резервуаров. По сравнению с производством БВК, гидролизное производство представляется более крупным, разнообразным, разветвлённым и вмещающим наибольшее количество вспомогательных производств, систем, корпусов и технологических решений, новшеств для химической и микробиологической промышленности.
В результате окончательной приёмки в эксплуатацию гидролизного производства на Киришском БХЗ, завод был включен в состав Научно-производственного объединения «Гидролизпром» в 1982 году.
Площадь территорий гидролизного производства составляет около 300 000—330 000 квадратных метров. На площадке находится 6 производственных цехов:
- Гидролизно-нейтрализационный цех
- Дрожжевой цех
- Цех № 7. Отделение выпарки бражки
- Цех № 7. Отделение ректификации фурфурола
- Спиртовой цех
- Цех № 18. Древесно-сырьевой склад и рубильная станция

Также на гидролизном производстве расположены:
- Административно-лабораторный корпус гидролизного цеха (научно-исследовательская лаборатория)
- Лаборатория спиртового/фурфурольного производства
- Заводские столовые № 14 и № 15
- Тепличное хозяйство
- Насосная станция серной кислоты

Объекты и мощности гидролизного производства вводились в эксплуатацию с 1978 по 1982 год.

#### Цех № 6. Гидролизно-нейтрализационный
Экспериментальный проект цеха по производству гидролизатов и продуктов их переработки был разработан Ленинградским институтом «Гипрогидролиз», технология разработана Ленинградским институтом «ВНИИгидролиз» (ул. Калинина 13). Наряду с основным профилем, цех предполагался ко внедрению в целый комплекс производственных звеньев, таким образом, вырвав гидролизный цех из производства, другие цеха не смогут функционировать. Высотный центральный блок — вторая очередь цеха, имеющая технологию периодического гидролиза. Северная пристройка — отделение непрерывного гидролиза, первая очередь. Юго-западная пристройка — отделение нейтрализации гидролизата 1-й очереди. Юго-восточная пристройка — отделение нейтрализации гидролизата 2-й очереди, возле которого расположены 3 отстойника для осветления нейтрализата (нейтрализованного гидролизата) от шлама, остаточного лигнина, примесей и тяжёлых взвешенных веществ, включений гипса. Далее расположен решоферный узел, представленный бетонной этажеркой. К цеху подключены наклонные конвейеры для транспортировки технологической сырьевой щепы, используемой в процессе гидролиза. Конвейеры были снесены в период с 2006 по 2008 год.
Здание цеха примечательно своей яркой жёлто-зелёной цветовой схемой, которая является следствием одной из последних реконструкций в истории предприятия (до конца 80-х здания гидролизного комплекса не были окрашены). Здание выполнено их смешанных материалов (кирпич, железобетонные сборные конструкции, стальные двутавровые каркасы).
Пусконаладочные работы в рамках непрерывного гидролиза начались в 1978 году, а в мае 1980 года был запущен периодический гидролиз. Полноценно цех проработал 7 лет. Остановлен 2 июня 1987 года, после чего был перепрофилирован на производство аминокислоты лизин. Окончательно закрылся в 90-х.
Площадь здания составляет около 5 400 квадратных метров, производственная площадка цеха составляет около 48 000 квадратных метров.

#### Цех № 7. Отделение выпарки бражки
Типовой проект цеха по производству фурфурола-сырца из растительного сырья методом выпарки фурфуролсодержащего конденсата для последующей ректификации с получением фурфурола чистого технического. Здание цеха представляет собой двухпролётный кубообразный производственный корпус павильонного типа и выполнено из металлического капитального каркаса с перегородкой посередине (делит цех на два пролёта) и железобетонных плит в качестве стен. На крыше установлено два зенитных фонаря. Фермы выполнены из сборных металлоконструкций. В цеху были предусмотрены мостовые краны. Снаружи предусмотрены кирпичный закрытый лестничный блок и открытая металлическая пожарная лестница. На площадке между цехом выпарки и цехом фурфурола расположены технологические резервуары. На входе в здание висит табличка с надписью «Цех № 7. Отделение выпарки».
Цех запущен в пусконаладочный режим в 1980 году. Проектная мощность отделения выпарки в спайке с отделением ректификации фурфурола составляет 9 тысяч тонн фурфурола в год.
При проведении последней реконструкции (рубеж 80-90-хх) цех был окрашен в красно-белый.
Цех составляет 60 метров в длину (70 с пристройкой электрощитовой) на 55 метров в ширину, около 7 жилых этажей в высоту.

#### Цех № 7. Отделение ректификации фурфурола
Цех № 8. Дрожжевое отделение
Цех № 8. Этилового спирта (отстойный)
Цех № 18. Древесно-сырьевой склад

### Вспомогательное производство и системы

#### Очистные сооружения
- Насосно-воздуходувная станция № 1
- Водопроводная очистная станция осветления
- Цех механического обезвоживания осадка
- Насосная станция микрофильтров
- Хлораторная
- Ряд насосных пунктов воды и илового осадка (~10 штук)
- Бытовой корпус № 6
- Цех № 16, водоснабжение и канализация

#### Зона складов ОМТС
Представляет собой два склада-пакгауза отдела материально-технического снабжения с возможностью загрузки железнодорожным- и автотранспортом. Выполнены из сборных железобетонных конструкций. Предназначался для приёмки и хранения различного рода хозяйственных материалов, стройматериалов, оборудования.

#### Вантовый мост
Вантовый мост в городе Кириши является третьим по счёту и предназначен для прокладки магистральных трубопроводов от Киришского энергопромышленного комплекса (с правого берега) на биохимический завод (на левый берег). Мост выполняет узкоспециализированную задачу и в комплексе факторов (конструкция моста, причины строительства) является уникальным инженерным сооружением.
Вантовый мост начал строиться в декабре 1972 — январе 1973 годов, по плану должен был строиться 2,5 года. Строительством занимался ленинградский мостоотряд № 19 под руководством прораба Юрия Анатольевича Тойвокайнена. Дислокация (бытовки, прорабская, подсобные службы) мостовиков располагалась на берегу напротив заводоуправления БХЗ. Длина моста составляет 399 метров. Расстояние между опорами висячего пролёта составляет 168 метров, это самый большой пролёт моста. Высота железобетонных свай над летним уровнем воды составляет 50 метров, глубина вхождения свайных оснований в дно реки составляет 20 метров. Количество опор по проекту — 6 штук, четыре из которых речные и две из которых береговые. Трубопроводы моста (всего 12 ниток) составляют два яруса, также мост оборудован двумя ярусами ремонтных площадок с леерными ограждениями для обслуживающего персонала. Функционально трубопроводы представлены водопроводами горячей воды, паропроводами 6 и 12 атмосфер, мазутопроводами и продуктопроводом для перекачки парафина с Киришского нефтеперерабатывающего завода. На момент строительства вантового моста и первой очереди БХЗ депарафинизирующая установка «Парекс» на КНПЗ ещё не была построена, поэтому БХЗ работал на привозном сырье.
После остановки производства БВК часть трубопроводов была законсервирована. К 2000-м годам начался демонтаж неиспользуемых трубопроводов, а к 2020 году на мосту не осталось ни одной трубы. На северной половине моста были смонтированы дополнительные поддержки для нового газопровода. С вводом этой нитки на мосту с двух сторон были установлены заграждения с колючей проволокой и калитками на замках, также установлены камеры видеонаблюдения. До этого мост являлся свободным пешеходным путепроводом.

#### Другие
- Цех № 10, столярный
- Цех № 11, центральная заводская лаборатория
- Цех № 13, энергоремонтный (электроцех)
- Цех № 14, КИПиА (контрольно-измерительные приборы и автоматика)
- Автотранспортный цех
- Береговая насосная станция первого подъёма
- Насосная станция второго подъёма
- Центральный тепловой пункт
- Прачечная
- КПП № 1 (Проходная)
- КПП № 2 (Очистные сооружения)
- КПП № 3 (ТГФ)
- Заводоуправление (цех № 33)
- Столовая № 13 (цех № 32)
- Столовая № 14
- Столовая № 15 (+ хлебный цех)
- Тепличное хозяйство
- Служба химического пожаротушения фурфурольного отделения (ХПТ ФО)
- Электрическая подстанция № 229 «КБХЗ» 110/6 кВ (ныне «Левобережная»)
- ГСК «Биохимик-2»
- СНТ «Биохимик» в районе Кусино
- Общежитие на 408 человек по адресу: ул. Декабристов Бестужевых, 8.